# Nova, Zala
Nova  este un sat în districtul Lent, județul Zala, Ungaria, având o populație de 835 de locuitori (2011). 

## Demografie
Componența etnică a satului Nova
     Maghiari (95,1%)
     Romi (2,45%)
     Germani (2,45%)
Componența confesională a satului Nova
     Romano-catolici (63,71%)
     Fără religie (3,47%)
     Reformați (2,04%)
     Necunoscută (29,82%)
     Luterani (0,96%)
Conform recensământului din 2011, satul Nova avea 835 de locuitori. Din punct de vedere etnic, majoritatea locuitorilor (95,1%) erau maghiari, existând și minorități de germani (2,45%) și romi (2,45%).  Din punct de vedere confesional, majoritatea locuitorilor (63,71%) erau romano-catolici, existând și minorități de persoane fără religie (3,47%) și reformați (2,04%). Pentru 29,82% din locuitori nu este cunoscută apartenența confesională.